# Hrabstwo Trempealeau
Hrabstwo Trempealeau (ang. Trempealeau County) – hrabstwo w stanie Wisconsin w Stanach Zjednoczonych.
Obszar całkowity hrabstwa obejmuje powierzchnię 741,98 mil² (1921,72 km²). Według szacunków United States Census Bureau w roku 2009 miało 27 754 mieszkańców. Jego siedzibą administracyjną jest Whitehall.
Hrabstwo zostało utworzone z Crawford i La Crosse w 1854. Nazwa pochodzi od gór Trempealeau.
Na obszarze hrabstwa znajdują się rzeki Black, Buffalo, Missisipi i Trempealeau oraz 76 jezior.

## Miasta
- Albion
- Arcadia – city
- Arcadia – town
- Blair
- Burnside
- Caledonia
- Chimney Rock
- Dodge
- Ettrick
- Galesville
- Gale
- Hale
- Independence
- Lincoln
- Osseo
- Pigeon
- Preston
- Sumner
- Trempealeau
- Unity
- Whitehall

## Wioski
- Eleva
- Ettrick
- Pigeon Falls
- Strum
- Trempealeau

## CDP
- Dodge